# Pena de morte na mídia

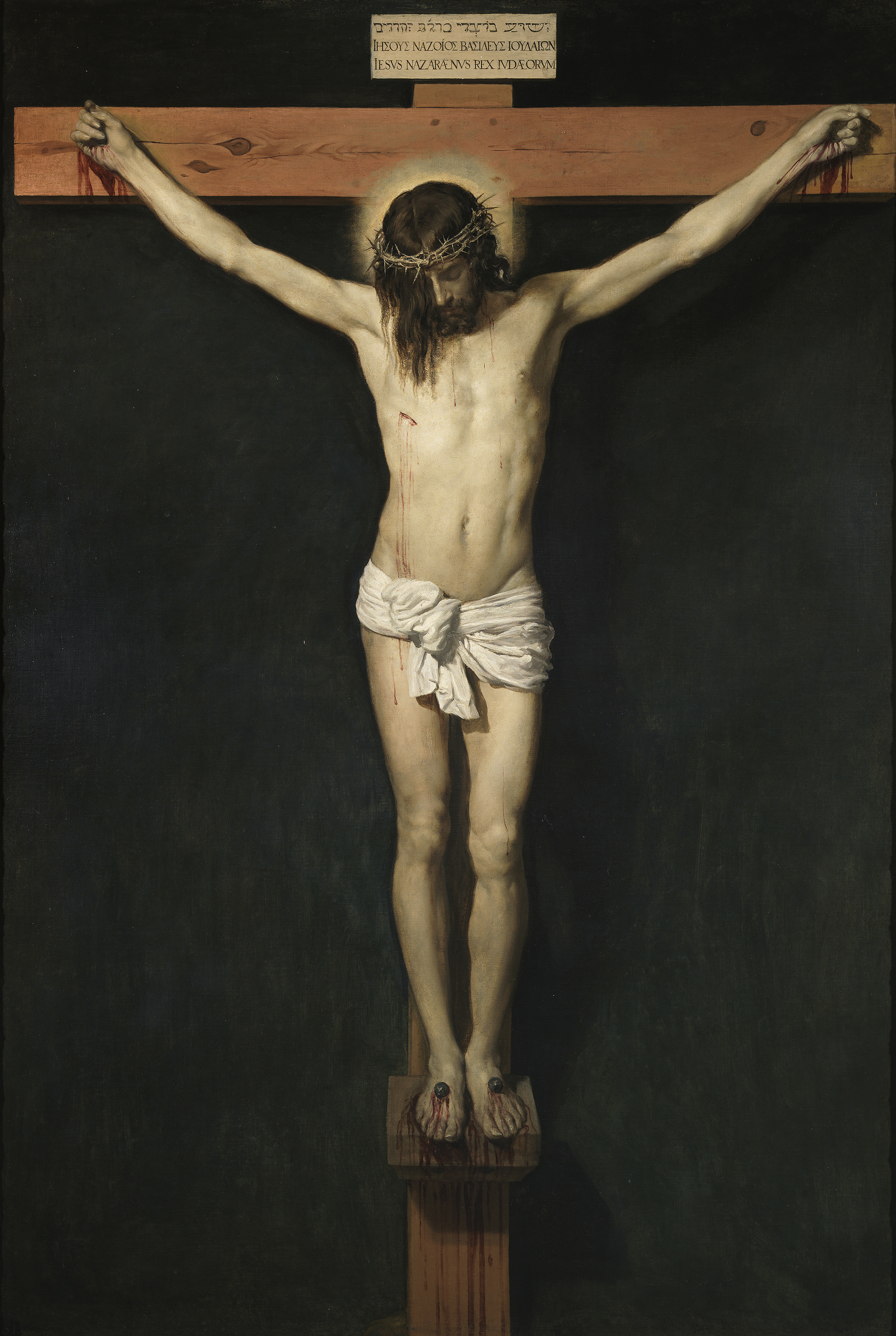
A Crucificação de Jesus Cristo, tela de Diego Velásquez (1632).

A pena de morte é um tema recorrente na mídia geral, sendo explorada em filmes, livros, programas de televisão, canções, peças de teatro, pinturas, fotografias, entre outros. A visão quanto a sua utilização varia do favorável ao desfavorável, passando pelo neutro. Atualmente, no entanto, é mais comum observar o uso da visão negativa, uma vez que verifica-se uma crescente tendência mundial de abolição da prática.

## Canções
- Green Green Grass of Home (1964), de Curly Putman
- 25 Minutes to Go (1968), de Shel Silverstein
- I've Gotta Get a Message to You (1968), de Barry Gibb, Robin Gibb e Maurice Gibb
- Gallows Pole (1970), de Jimmy Page e Robert Plant
- Hallowed By The Name (1982), de Steve Harris
- Ride the Lightning (1984), de Metallica
- Mercy Seat, The (1988), de Nick Cave e Mick Harvey
- Dead Man Walking (1995), de Bruce Springsteen
- Women's Prison (2004), de Loretta Lynn
- The Man I Killed (2006), de Fat Mike
- Bloodshot (2019), de Dove Cameron

## Cinema

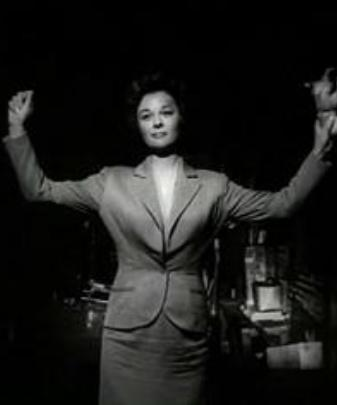
Barbara Graham (interpretada por Susan Hayward) é sentenciada à morte em I Want to Live!, de Robert Wise (1958).

- Manhattan Melodrama (1934), de W. S. Van Dyke
- Angels with Dirty Faces (1938), de Michael Curtiz
- The Ox-Bow Incident (1943), de William A. Wellman
- Monsieur Verdoux (1947), de Charlie Chaplin
- A Place in the Sun (1951),de George Stevens
- Sorcières de Salem, Les (1957), de Raymond Rouleau
- Twelve Angry Men (1957), de Sidney Lumet
- I Want to Live! (1958), de Robert Wise
- Compulsion (1959), de Richard Fleischer
- Hang'em High (1968), de Ted Post
- Koshikei (1968), de Nagisa Oshima
- Dance with a Stranger (1985), de Mike Newell
- Dadah is Death (1988), de Jerry London
- Krótki film o zabijaniu (1988), de Krzysztof Kieślowski
- Let Him Have It (1991), de Peter Medak
- Fugitive, The (1993), de Andrew Davis
- Sommersby (1993), de Jon Amiel
- Dead Man Walking (1995), de Tim Robbins
- Just Cause (1995), de Arne Glimcher
- Crucible, The (1996), de Nicholas Hytner
- Chamber, The (1996), de James Foley
- Last Dance (1996), de Bruce Beresford
- Time to Kill, A (1996), de Joel Schumacher
- True Crime (1999), de Clint Eastwood
- Green Mile, The (1999), de Frank Darabont
- Dancer in the Dark (2000), de Lars von Trier
- Monster's Ball (2001), de Marc Forster
- The Man Who Wasn't There (2001), de Joel e Ethan Coen
- Chicago (2002), de Rob Marshall
- Life of David Gale, The (2003), de Alan Parker
- Monster (2003), de Patty Jenkins
- Dame sobh (2005), de Hamid Rahmanian
- Sophie Scholl – Die letzten Tage (2005), de Marc Rothemund

## Livros
- Dernier Jour d'un Condamné, Le (1829), de Victor Hugo
- Tale of Two Cities, A (1859), de Charles Dickens
- Occurrence at Owl Creek Bridge, An (1890), de Ambrose Bierce (conto)
- Hanging, A (1931), de George Orwell
- Execution of Private Slovik, The, (1954), de William Bradford Huie (ISBN 1-594-16003-1)
- Naked Lunch (1959), de William S. Burroughs (ISBN 0-8021-3295-2)
- Surveiller et punir: Naissance de la Prison (1975), de Michel Foucault (ISBN 0-394-49942-5)
- Executioner's Song, The (1980), de Norman Mailer (ISBN 0-613-10087-5)
- Just Cause (1992), de John Katzenbach (ISBN 0-399-13626-6)
- Dead Man Walking (1993), de Helen Prejean (ISBN 0-679-75131-9)
- Lesson Before Dying, A (1993), de Ernest J. Gaines (ISBN 978-0375702709)
- Chamber, The (1994), de John Grisham (ISBN 0-385-42472-8)
- Green Mile, The (1996), de Stephen King (ISBN 0-7432-1089-1)
- Gallows Thief (2001), de Bernard Cornwell (ISBN 978-0007127153)
- Innocent Man, The (2006), de John Grisham (ISBN 0-385-51723-8)

## Peças de teatro
- Crucible, The (1953), de Arthur Miller
- Twelve Angry Men (1964), de Reginald Rose
- Chicago (1975), de Fred Ebb e Bob Fosse
- Dead Man Walking (2002), de Tim Robbins
- Exonerated, The (2002), de Jessica Blank e Erik Jensen

## Televisão
- Fugitive, The (1963–1967, ABC), de Roy Huggins
- The Execution of Private Slovik (1974, NBC), de Lamont Johnson
- Hot Pursuit (1984, NBC), de Kenneth Johnson
- Oz (1997–2003, HBO), de Tom Fontana
- A Lesson Before Dying (1999, HBO), de Joseph Sargent
- Fugitive, The (2000–2001, CBS), de Roy Huggins
- Exonerated, The (2005), de Bob Balaban
- Prison Break (2005–presente, FOX), de Paul Scheuring